# Panhard Dyna X
Panhard Dyna X – samochód osobowy produkowany przez francuskie przedsiębiorstwo Panhard w latach 1948–1954. 

## Historia i opis modelu
Panhard Dyna X powstał przy współpracy producenta z konstruktorem Jeanem-Albertem Grégoirem. W czasie wojny w tajemnicy przed okupantem pracował on nad projektem niewielkiego samochodu z przednim napędem. Po wojnie produkcję miała podjąć Simca, która jednak straciła zainteresowanie projektem. Wtedy projekt został przejęty przez Panharda.
Umowa pomiędzy Panhardem i Grégoirem dała producentowi prawo do modyfikacji samochodu. Na tym etapie projektowania samochód został powiększony, dodano drugą parę drzwi, zmieniono zawieszenie tylne i silnik. Nadwozie w całości zostało wykonane z aluminium i opierało się na stalowej ramie.
Panhard Dyna X został zaprezentowany podczas paryskiego Salonu Samochodowego w 1946 roku.
Ze względu na archaiczną stylizację samochód zyskał przydomek "Ludwik XV".

## Silnik

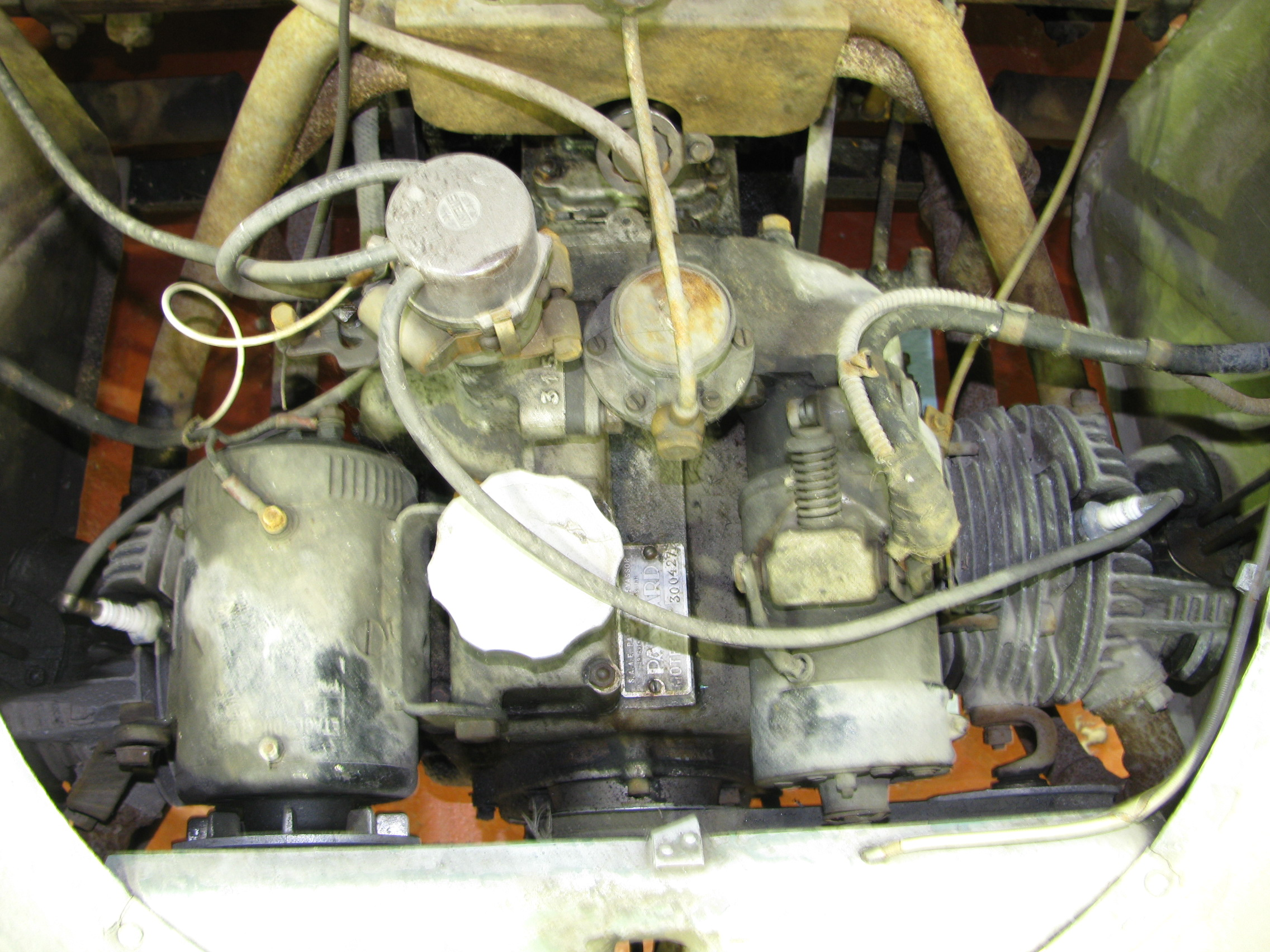
Silnik samochodu Panhard Dyna X

Samochód napędzał 2-cylindrowy silnik typu bokser, chłodzony powietrzem i wykonany z aluminium. Za jego konstrukcję odpowiadał inżynier Louis Delagarde. 
W silniku zastosowano kilka nietypowych rozwiązań jak: jednoczęściowa skrzynia korbowa, cylindry bez odejmowanych głowic z wymiennymi tulejami z żeliwa oraz zawory zamykane drążkami skrętnymi.
Pierwsze egzemplarze Panharda Dyna X wyposażono w silnik o pojemności 610 cm2 i mocy  24 KM (17,6 kW) przy 4000 obr./min. W roku 1949 podniesiono moc do 28 KM przy 5000 obr./min W 1950 roku silnik został powiększony do 745 cm2 i 32 KM, a w 1952 roku do 810 cm2 i 40 KM (29 kW).

## Galeria

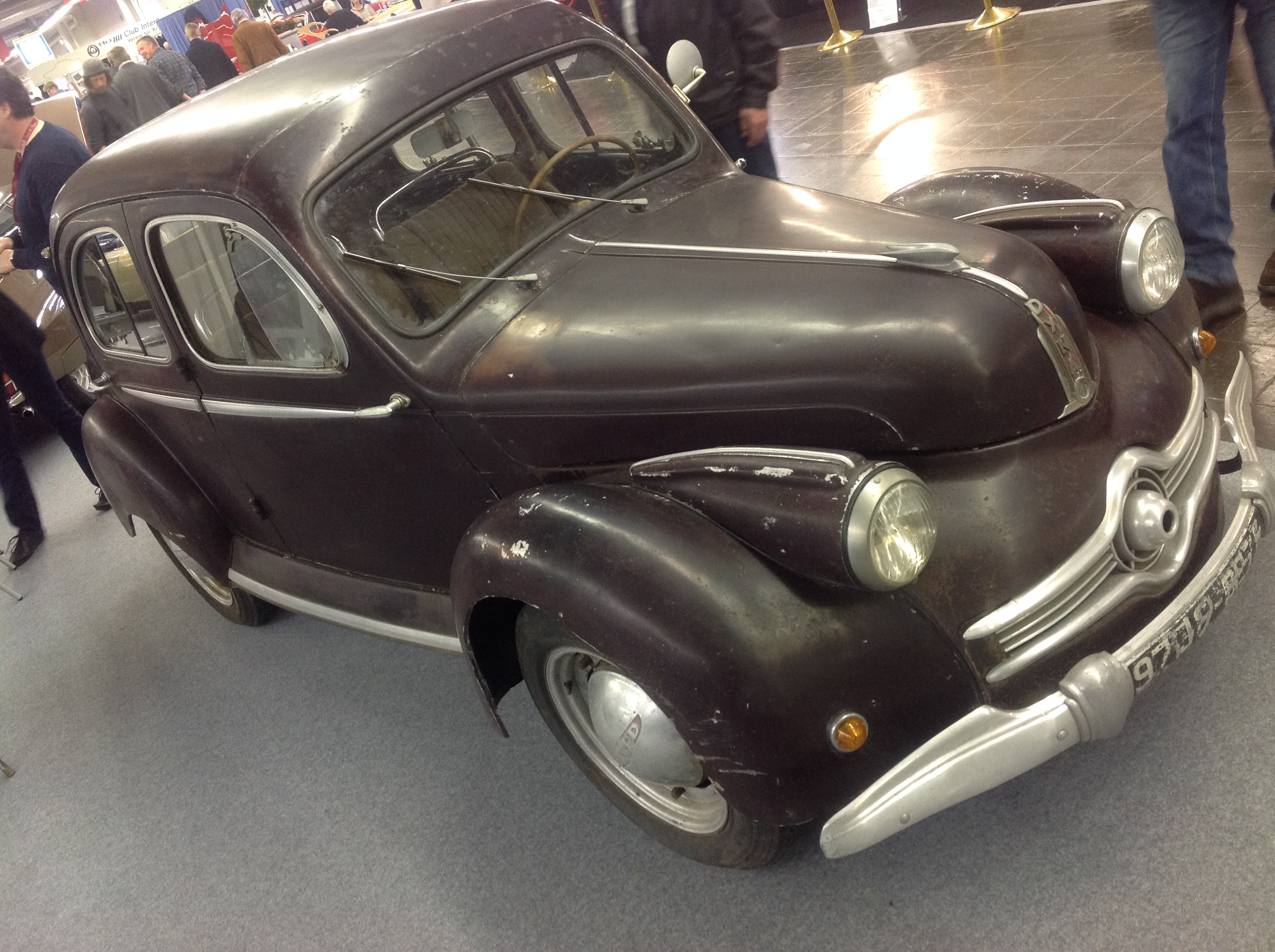
Panhard Dyna X w wersji sedan
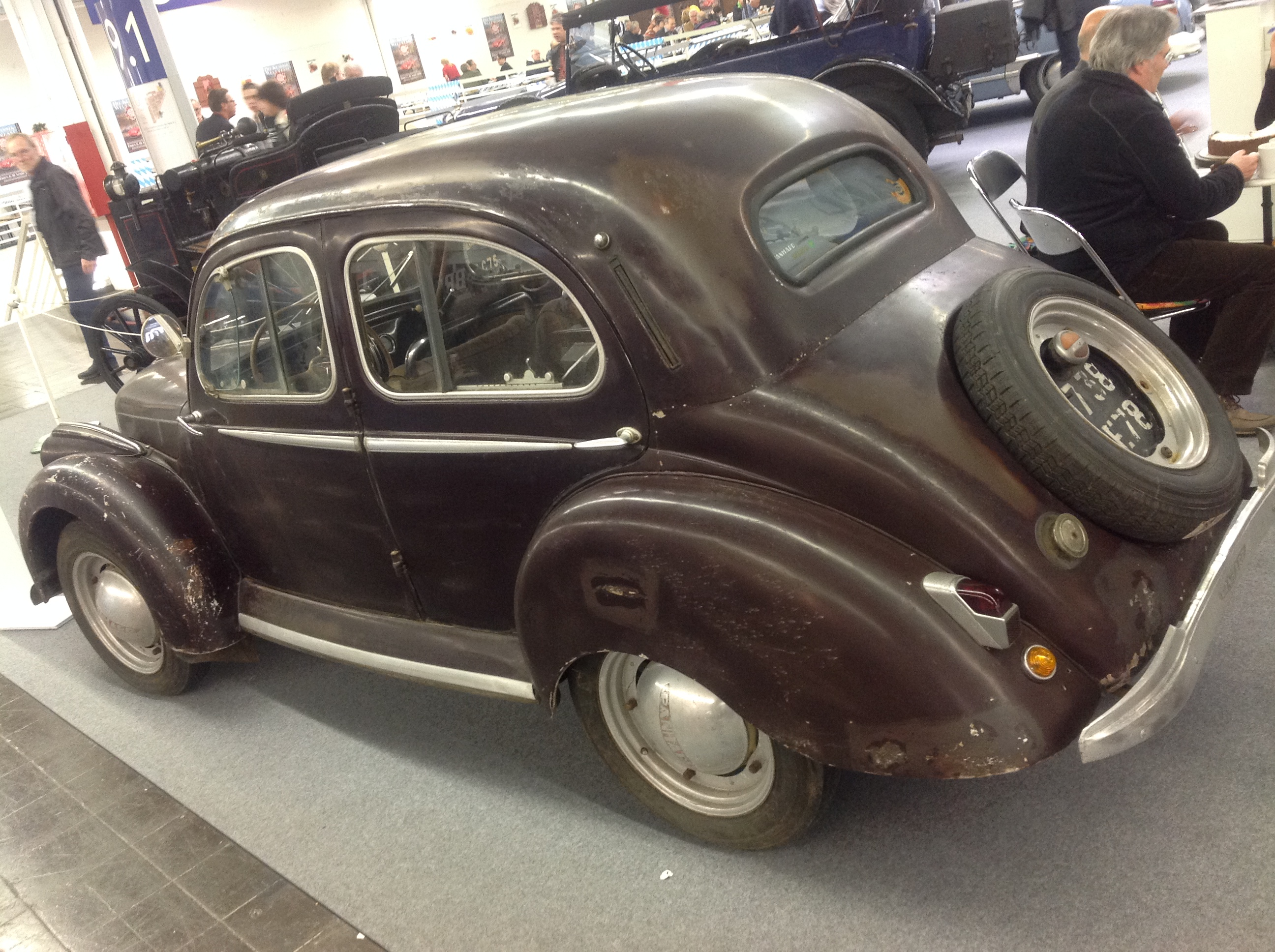
Tył wersji sedan
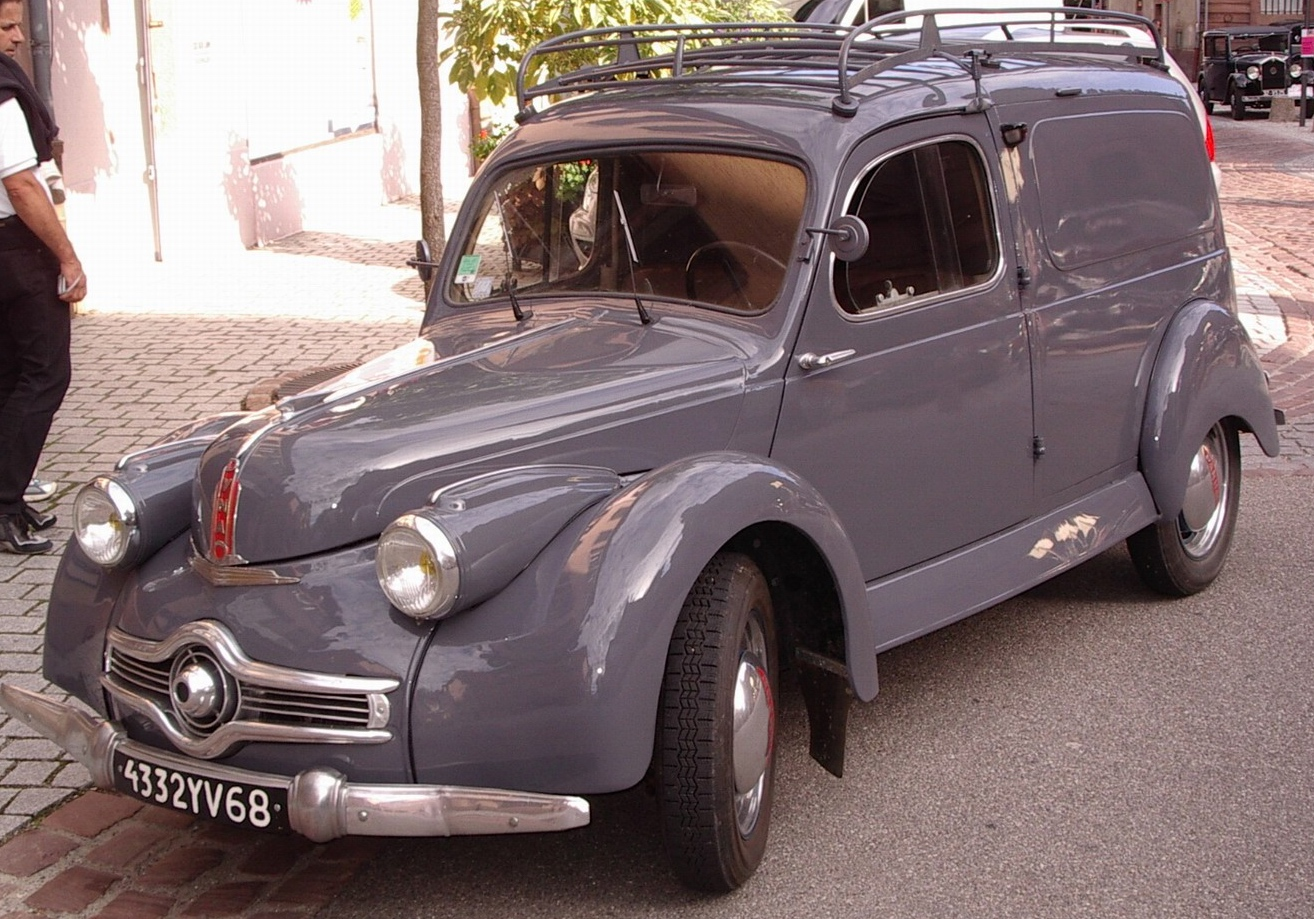
Panhard Dyna X Fourgonette
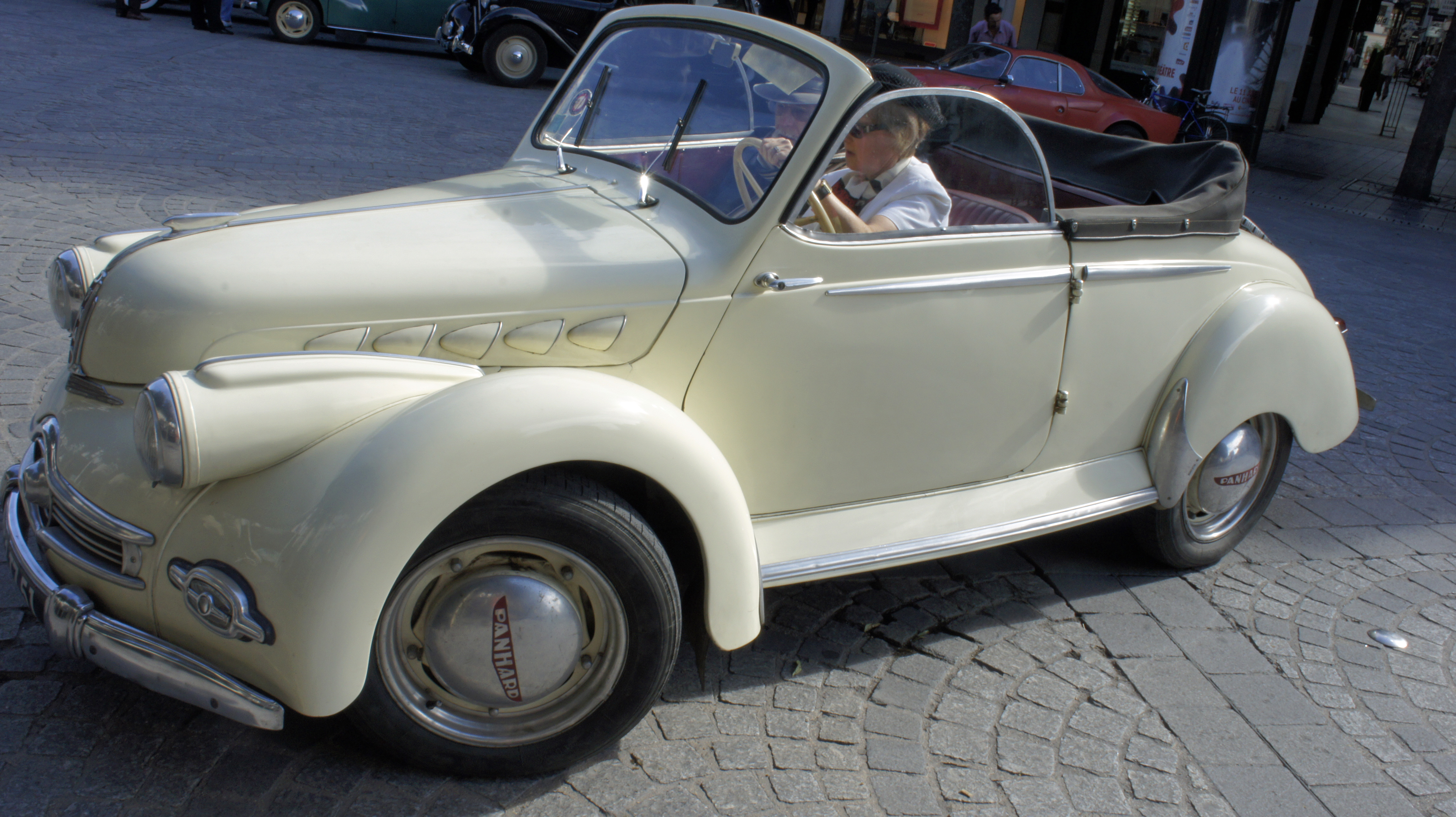
Panhard Dyna w wersji kabriolet